# Syndrome MASS
Le syndrome MASS, appelé aussi phénotype MASS, est une forme mineure du syndrome de Marfan.
MASS est l'acronyme de Valve Mitrale, Aorte, Skin (peau en anglais) et Squelette, cette maladie étant constituée par une association de signes affectant ces 4 éléments :
- Prolapsus de la valve mitrale ;
- Dilatation de l'aorte ;
- Signes cutanés tels des vergetures ;
- Troubles du squelette avec déformation de la cage thoracique.

## Sources
- * (en) Online Mendelian Inheritance in Man, OMIM (TM). Johns Hopkins University, Baltimore, MD. MIM Number: 604308